# Leif Larsson (kartingförare)
Leif "Putt" Larsson, född 29 mars 1944, död den 11 januari 2006, var en svensk kartingförare. Leif vann VM 1976 men förlorade titeln till Felice Rovelli via domstolsbeslut, Leif innehar även en tredje plats i VM 1977. Därutöver vann han fem SM-guld, samt därutöver otaliga pallplaceringar i VM- och EM-sammanhang. Under hans aktiva karriär så körde han mest för Siriostallet (Italian American Motor Engineering), som bland andra Ayrton Senna tillhörde. Larsson hade också en kartingfirma vid sidan om tävlandet som han satsade på efter karriären. Han var framförallt känd för sitt trimmande av motorer och sitt skickliga motoröra. Med förare som bland annat Richard Rydell, Martin Svendsen, Morris Ardell blev det flera SM i karting på 80- och 90-talen. Larsson syntes ofta i depån i Sverige och vid stora sammanhang utomlands, där han hade många vänner.
Under 1970-talet tävlade Larsson för Enköpings Motorklubb.